# Wojciech Godlewski
Wojciech Godlewski (ur. 23 lutego 1948 w Dąbrowie-Dzięcieli) – polski polityk, poseł na Sejm PRL IX kadencji.

## Życiorys
W 1978 uzyskał tytuł zawodowy magistra wychowania fizycznego. Był nauczycielem, a następnie pracował w administracji państwowej oraz w spółdzielczości. Od 1980 prowadzi własne gospodarstwo rolne. Zasiadał w Wojewódzkiej Komisji Kontroli Partyjnej w Łomży oraz w prezydium Gminnej Rady Narodowej w Wysokiem Mazowieckiem. W latach 1985–1989 pełnił mandat posła na Sejm PRL IX kadencji w okręgu Łomża z ramienia Polskiej Zjednoczonej Partii Robotniczej, zasiadając w Komisji Edukacji Narodowej i Młodzieży oraz w Komisji Rolnictwa, Leśnictwa i Gospodarki Żywnościowej.